# .fr
.fr (фр.  France) — национальный домен верхнего уровня Франции.
Доступна регистрация имён второго или третьего уровня в доменных зонах — .fr, .gouv.fr, .nom.fr, .presse.fr. Владельцами доменных имён могут стать физические, юридические лица (только резиденты Франции), а также международные организации. Управляется компанией AFNIC —  Франция.
Национальный домен верхнего уровня FR используется как национальный домен верхнего уровня в стандартах административно-территориального деления территории государства ISO 3166 — (ISO 3166-1, ISO 3166-2, ISO 3166-2:FR) в качестве кода Alpha2, образующего основу геокода административно-территориального деления Франции.

Также домен верхнего уровня FR используется в качестве основы двухбуквенного геокода — Реюньона (FR-RE), Мартиники (FR-MQ), Гваделупы (FR-GP), Французской Гвианы (FR-GF), Майотты (FR-YT), Французской Полинезии (FR-PF), Уоллис и Футуны (FR-WF), Новой Каледонии (FR-NC), Французских Южных и Антарктических территорий (FR-TF), Сен-Пьер и Микелона (FR-PM) как административно-территориальных единиц административно-территориального деления Франции.

## Требования к регистрируемым доменам
Домены, регистрируемые в доменной зоне .fr, должны соответствовать требованиям, предъявляемым регистратором к доменам второго, третьего уровня.
- Минимальная длина имени — 3 символа.
- Максимальная длина имени, учитывая домен первого, второго уровня — .fr, .tm.fr, .com.fr, .nom.fr, .gouv.fr, .asso.fr, .presse.fr, не более - 63 символов.
- Имя домена может состоять из букв латинского алфавита (a-z), цифр (0-9) и тире (—, -).
- Имя домена может содержать символы расширенной кодировки (à, á, â, ã, ä, å, æ, ç, è, é, ê, ë, ì, í, î, ï, ñ, ò, ó, ô, õ, ö, oe, ù, ú, û, ü, ý, ÿ, ß).
- Имя домена не может начинаться или заканчиваться символом тире (минусом) (—, -).
- Имя домена не может содержать последовательность двух тире (минусов) подряд (  - -, — -, - —, — —).
- Имя домена не может начинаться с последовательности символов — (x n - -).

## Зарезервированные имена
Зарезервированные имена доменов

- Совпадающих с названиями государств — 246 имён.
- Связанных с понятиями криминала — 207 имён.
- Связанных с религией и вероисповеданием — 144 имени.
- Совпадающих с названиями международных организаций — 40 имён.
- Совпадающих с названиями интернет-организаций — 17 имён.
- Совпадающих с названиями интернет-форматов протоколов, файлов и т.п., — 84 имени.
- Совпадающих с определениями преступных деяний — 263 имени.
- Связанных с профессиональной деятельностью, регулируемой государством, — 110 имён.
- Связанных с названиями государственных органов, должностей, и т.п. — 233 имени.
- Связанных с определениями государственных структур, и т.п. — 62 имени.
- Связанных с половой ориентацией — 60 имён.
- Совпадающих с именами доменов верхнего уровня — 24 имени.
- Совпадающих с названиями регионов, департаментов, административно-территориальных единиц Франции, зарезервировано списочно.[6]

## Ограничение регистрации
Регистрация доменов 3 уровня на базе доменов — .tm.fr, .asso.fr, .asso.re, .com.fr, .com.re больше не производится, но зарегистрированные ранее домены могут использоваться, поддерживаться и продлеваться на неограниченный период времени.

## Домены 1 уровня
Домены второго уровня, условия использования, требования, регламентированные пользователи.
| Домен | Регламентированные пользователи |
| ----- | ------------------------------- |
| .fr   | Основной домен первого уровня.  |

## Домены 2 уровня
Домены третьего уровня, условия использования, требования, регламентированные пользователи, категории доменов.
| Домен      | Регламентированные пользователи                                                             |
| ---------- | ------------------------------------------------------------------------------------------- |
| .com.fr    | Юридические, физические лица (+18), резиденты, нерезиденты, являющиеся гражданами Франции.  |
| .tm.fr     | Обладатели товарных знаков, фирменных наименований в качестве имени домена;                 |
| .gouv.fr   | Государственные учреждения Франции.                                                         |
| .asso.fr   | Различные ассоциации Франции.                                                               |
| .nom.fr    | Физические лица, резиденты, нерезиденты, граждане Франции, необходимо использовать фамилию. |
| .presse.fr | Средства массового информирования (СМИ).                                                    |

## Другие домены 1 уровня
Другие национальные домены верхнего уровня, находящиеся под юрисдикцией Франции.
| Домен | Регламентированные пользователи                                                                               |
| ----- | --- |
| .re   | Заморский регион — Реюньон.                                                                                   |
| .mq   | Заморский департамент — Мартиника.                                                                            |
| .gp   | Заморский департамент — Гваделупа.                                                                            |
| .gf   | Заморский департамент — Французская Гвиана.                                                                   |
| .yt   | Заморский департамент — Майотта.                                                                              |
| .pf   | Заморское сообщество — Французская Полинезия.                                                                 |
| .pm   | Заморское сообщество — Сен-Пьер и Микелон.                                                                    |
| .wf   | Заморское сообщество — Уоллис и Футуна.                                                                       |
| .nc   | Заморское особое административно-территориальное образование — Новая Каледония.                               |
| .tf   | Заморское особое административно-территориальное образование — Французские Южные и Антарктические территории. |